# Kuba (grup humà)
Els kuba són un grup humà natural de l'Àfrica central, establert en territori de l'actual República Democràtica del Congo. Parlen una llengua bantu; i el 2010, la seva població era de 250.000 persones. Inicialment el seu territori era el Regne de Kuba, un estat precolonial a l'Àfrica Central, va néixer vers el 1600.
Segons les fonts, s'observen diverses variacions del seu etnònim: Bacouba, bakouba, ba-kuba, bakuba, bushongo, bushong, bushoong, inkongo, 
kouba, kuba, kubas, luna, tukubba.

## Cultura
Els kuba són coneguts pels seus tèxtils brodats de ràfia, de fibra i de barrets de boles, copes de vi de palma esculpides i caixes de cosmètics, però encara ho són més per les seves espectaculars màscares, amb exquisits patrons geomètrics, teles, llavors, grans i petxines. Han estat descrits com un poble que no pot suportar deixar una superfície sense ornament.
Les caixes, conegudes com a caixes kuba i anomenades "ngedi mu ntey" pels kuba, generalment s'utilitzen per guardar la pasta i la "pols tukula". Les caixes en general tenen forma de quadrat amb una tapa, un semicercle (de vegades referit com "mitja lluna"), un rectangle o la forma d'una màscara. De vegades s'utilitzen per guardar fulles d'afaitar per tallar la ràfia, forquilles o altres objectes rituals.
Tukula (anomenat twool pels kuba) és una pols vermella feta de "fusta cam". El color vermell és essencial per al concepte de bellesa dels kuba i, per tant, s'utilitza per adornar la cara, cabell i el pit durant els balls i cerimònies importants, així com a ungir els cossos per als enterraments. Tukula també es barreja amb altres pigments per tenyir tela de ràfia.
Després de 1700, el rei Misha mi-Shyaang Mbul va introduir escultures de fusta anomenades figures ndop que van ser tallades a semblança dell rei per representar el seu regnat individual. Aquestes figures inclouen sempre l'ibol, o símbol personal del rei, semblant a un estendard personal.
Les tasses tallades per beure vi de palma i les caixes esculpides s'identifiquen amb la competència entre els membres titulats de la cort entre els Kuba. Amb la meitat de tots els homes Bushoong celebrant els títols a la dècada de 1880, la competència per la influència era de vegades ferotge, i va trobar la seva expressió en l'elaboració d'aquests objectes domèstics essencialment comuns en obres d'extraordinària bellesa.

## Mites i religió
Els kuba creien en Bumba el Pare Cel, que va vomitar el sol, la lluna, les estrelles i els planetes. També va crear la vida amb la Mare Terra. No obstant això, aquests eren deïtats una mica distants, i el Kuba col·loquen les seves inquietuds més immediates en un ésser sobrenatural anomenat Woot, que va nomenar als animals i altres coses. Woot va ser el primer ésser humà, i va portar la civilització. Els kuba són coneguts també com a "Fills de Woot".

## Galeria
Tèxtils
Els Kuba són reconeguts per les seves catifes i teles de ràfia teixides.
Escultura

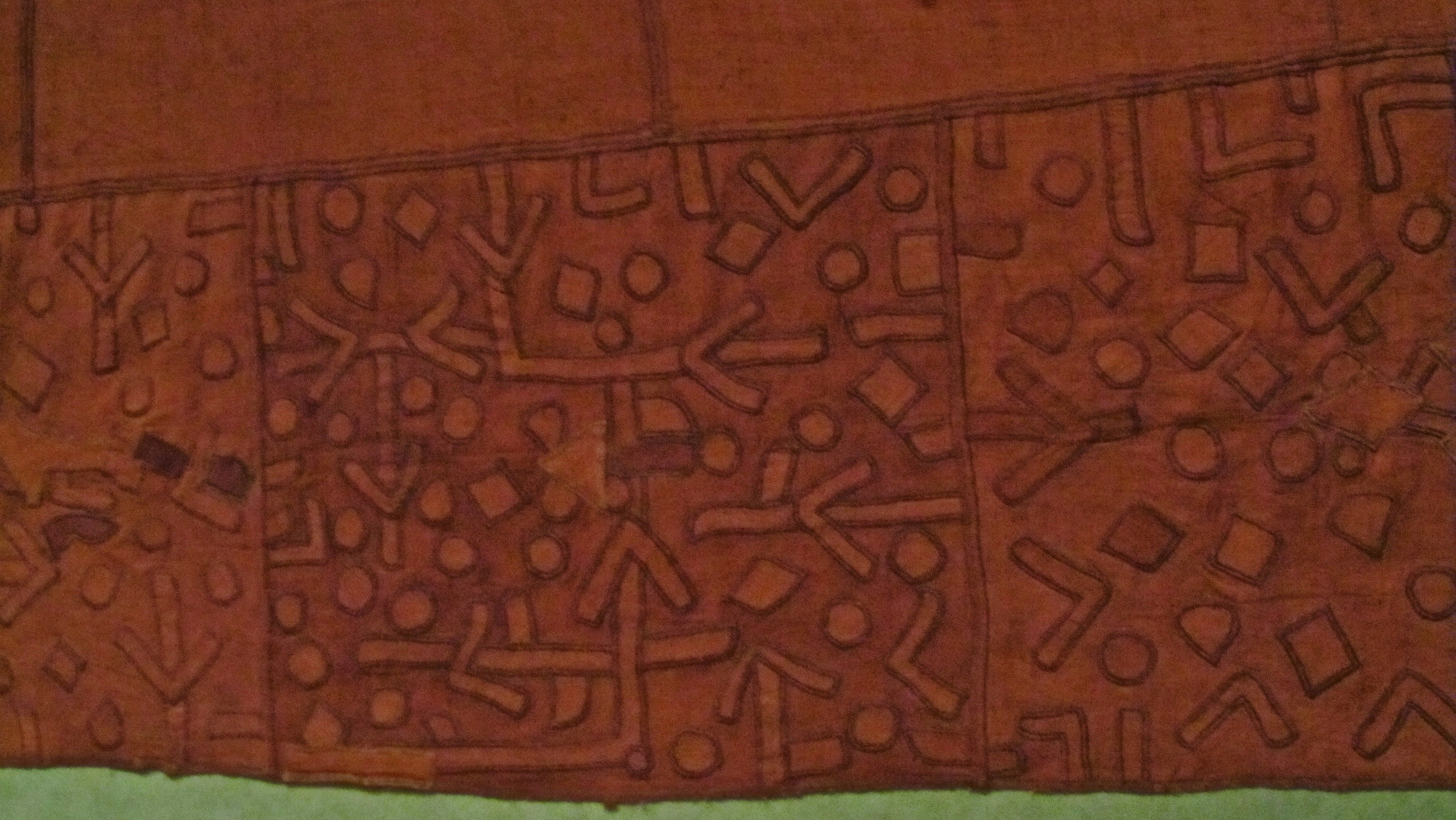
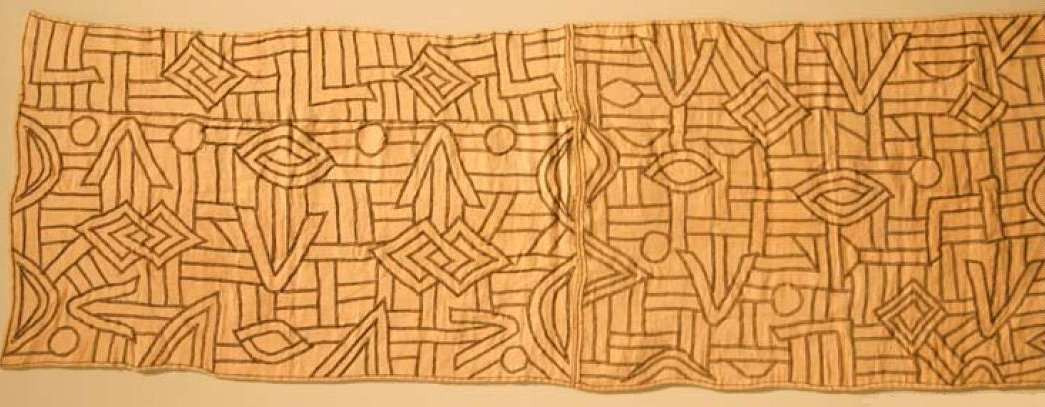
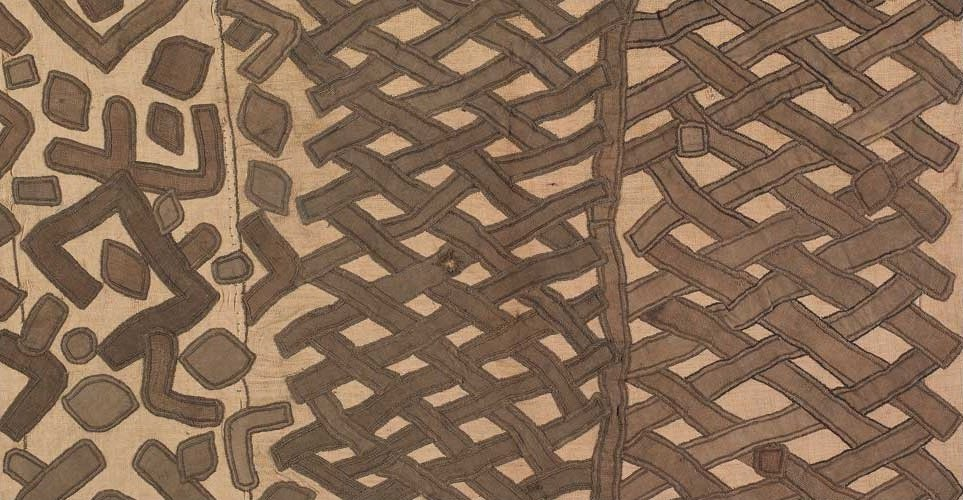

Pel que fa a l'escultura, són especialment conegudes les seves màscares, cascs i talles antropomòrfiques.

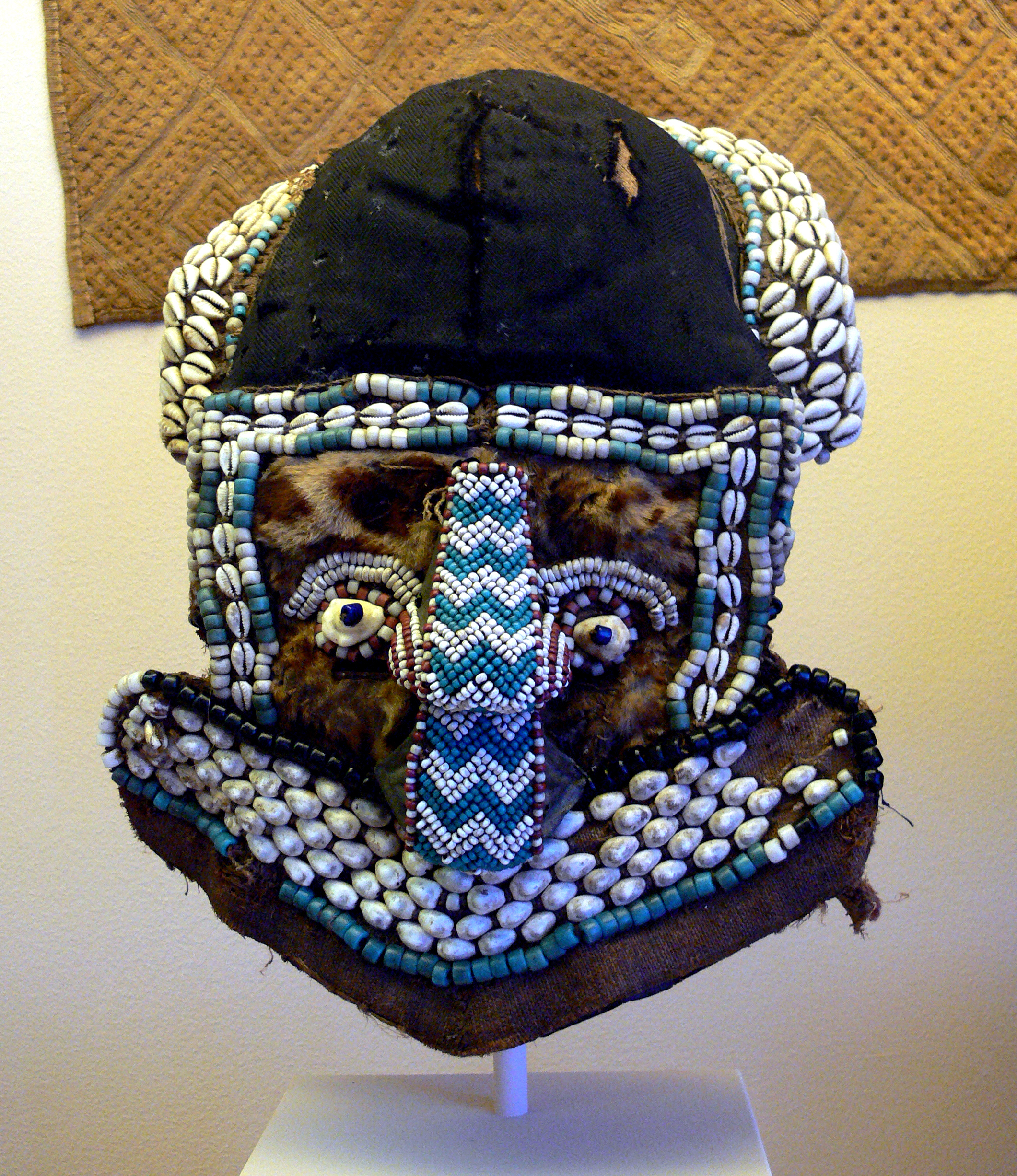
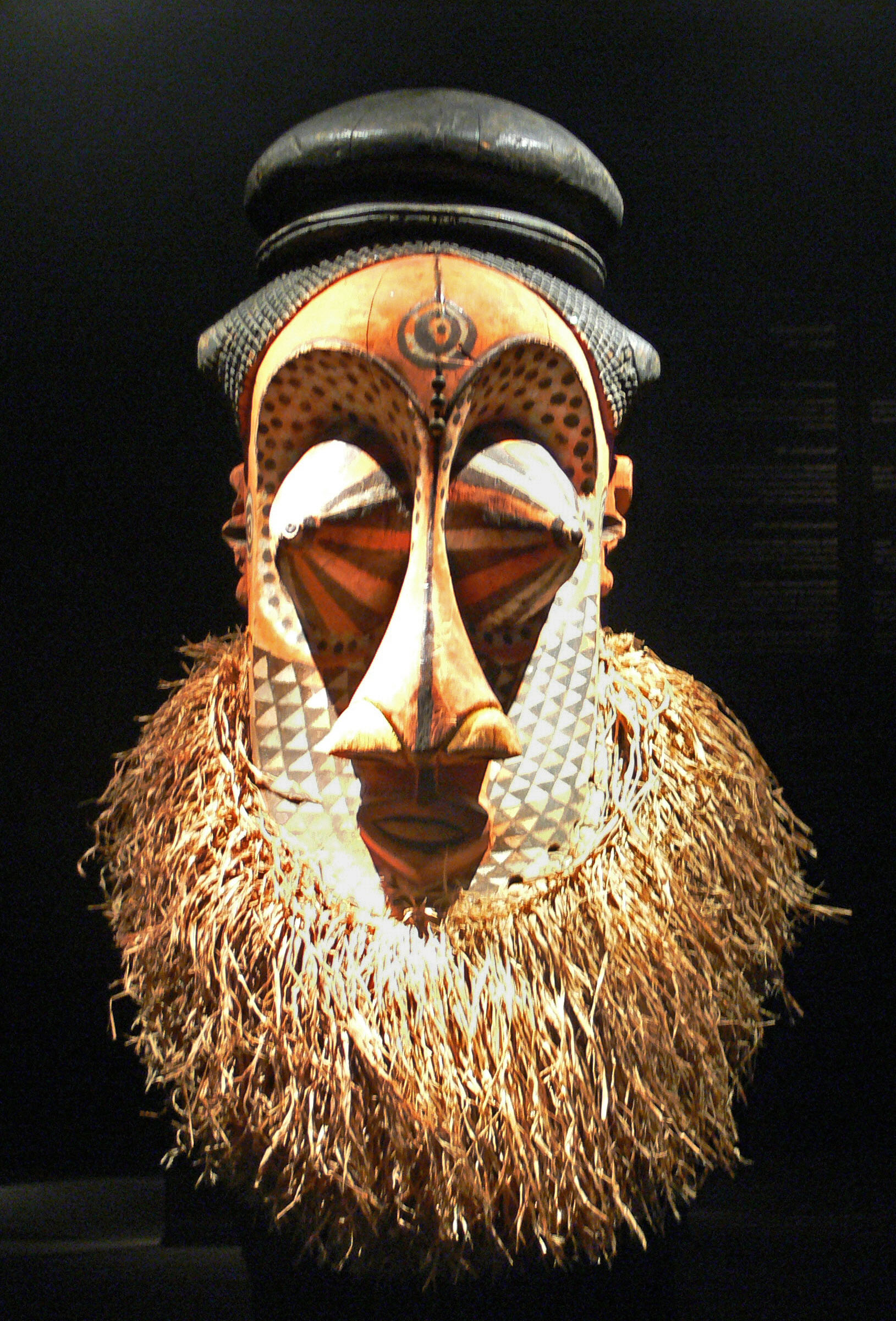
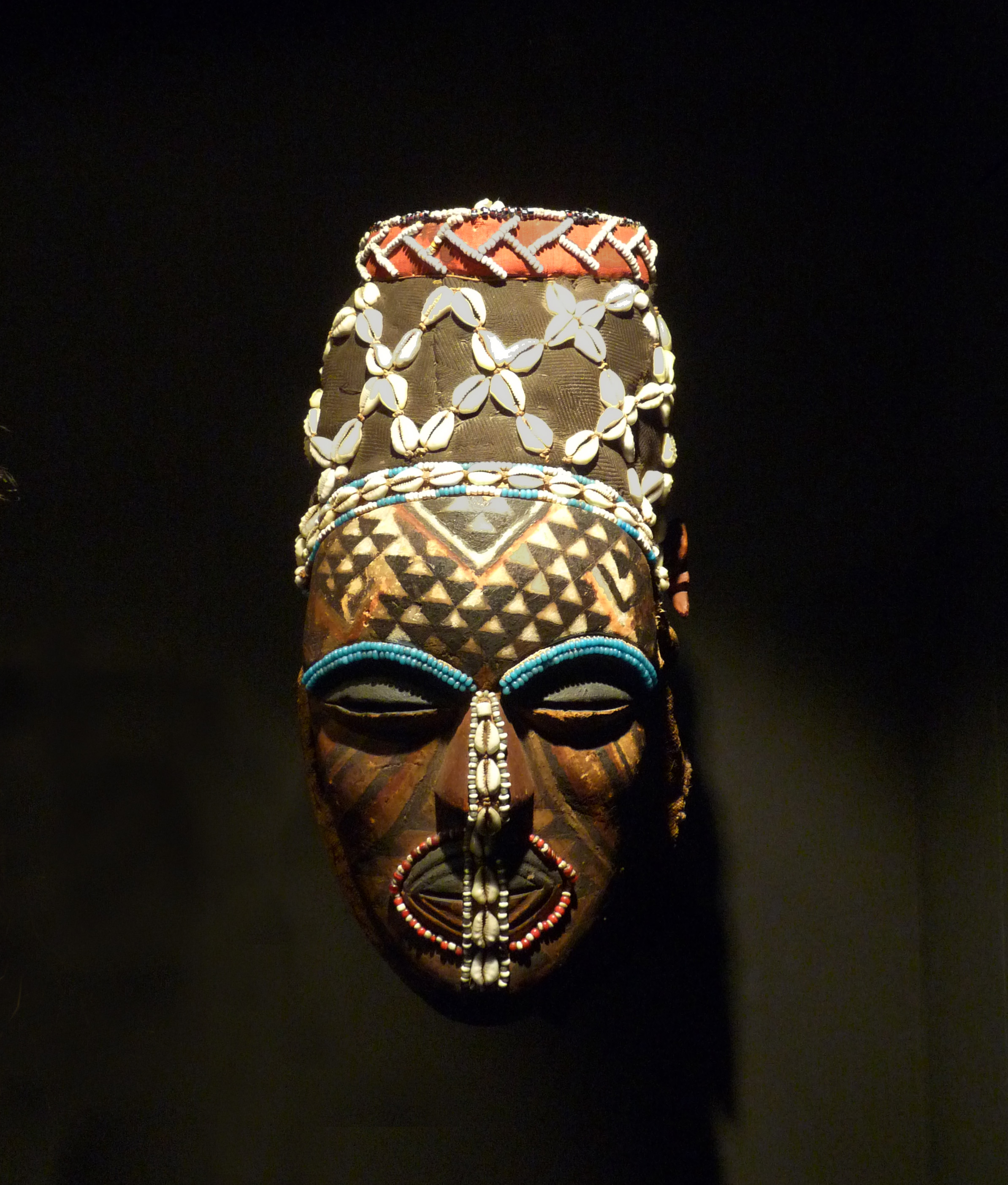
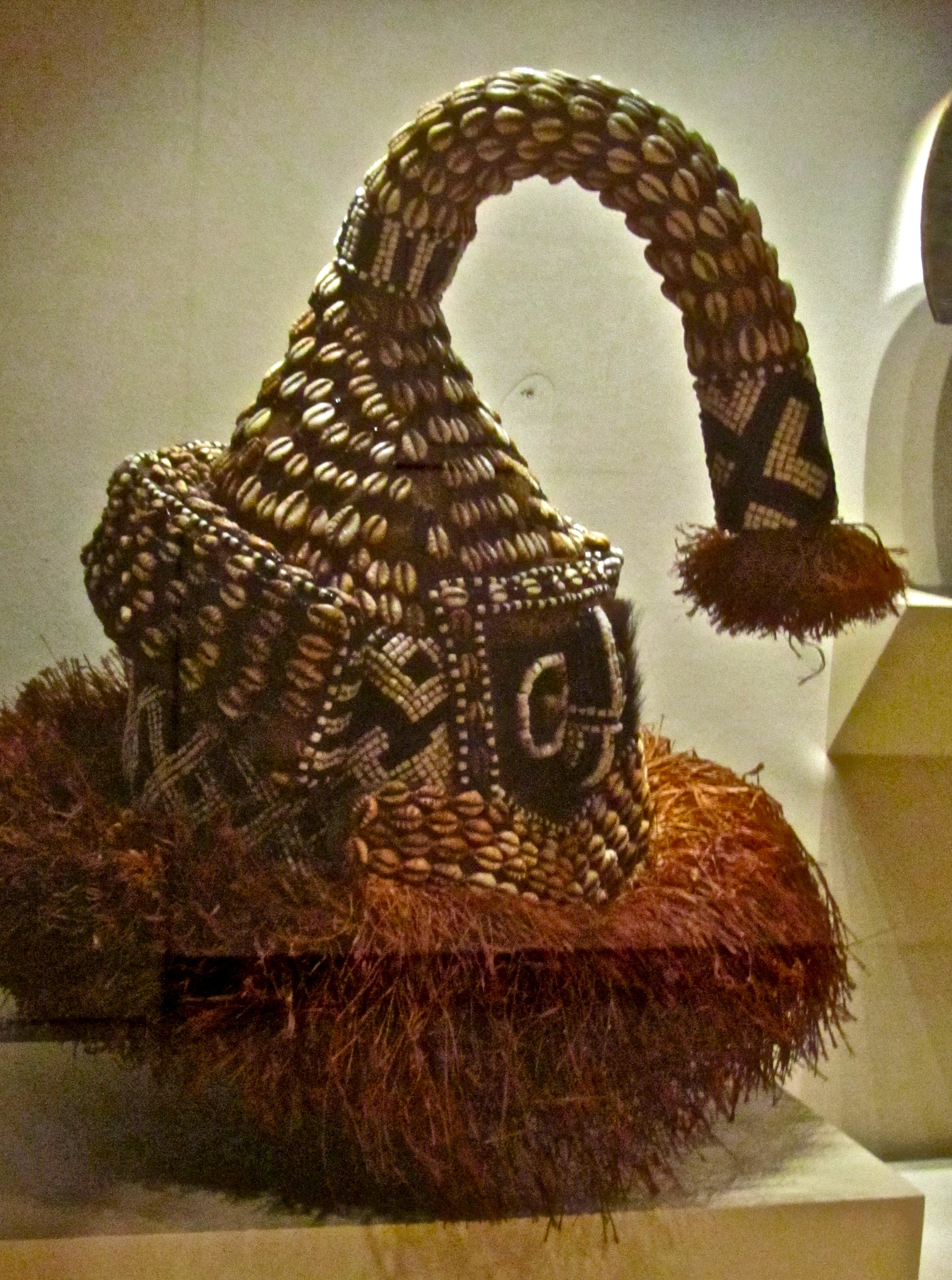